# 美國女童軍
美國女童軍（英語：Girl Scouts of the United States of America, GSUSA） 是美國的一個女童軍組織，其成員為生活在美國和出國在外的美國女孩。現隸屬於世界女童軍協會。GSUSA的目的是通過進行露營、社區服務和學習救護知識來教導女孩子誠實、公平、勇敢等优秀品格。
美国女童子军按照年龄分几个阶段，分别是：Daisy, Brownie, Junior, Cadette, Senior, Ambassadors.
這個組織由茱麗葉·高登·羅成立於1912年，她是在前一年受到了童軍創始人羅伯特·貝登堡的啟發。20世紀末時成為了較有名的美國慈善組織。

## 延伸閱讀
- Block, Nelson R.; Proctor, Tammy M. . Cambridge, UK: Cambridge Scholars Publishing. 2009. ISBN 1-4438-0450-9.
- Cordery, Stacy A. . New York: Viking. 2012. ISBN 978-0-670-02330-1.
- Corey, Shana. . New York: Scholastic. 2012. ISBN 978-0-545-34278-0.
- Degenhardt, Mary; Kirsch, Judith.  Second. Texas Tech. 2005. ISBN 978-0-89672-546-1.
- Wadsworth, Ginger. . New York: Clarion Books. 2012. ISBN 978-0-547-24394-8.

## 外部連結
- 官方网站
- Girl Scout Uniform, ca. 1917, in the Staten Island Historical Society Online Collections Database （页面存档备份，存于）
- Juliette Gordon Low Birthplace （页面存档备份，存于）
- Girl Scouts of the United States of America的作品  - 古騰堡計劃
- 來自美國女童軍的LibriVox公共領域有聲讀物